# Sébastien Foucan
Sébastien Foucan (Parigi, 24 maggio 1974) è uno sportivo e attore francese.

## Biografia
1. Foucan è il creatore del termine "Free Running", inventato prima di girare il documentario "Jump London"  quando gli venne chiesto come poter tradurre il termine "Parkour" in inglese (infatti nel documentario si può sentire Foucan stesso dire "parkour", e la voce narrante tradurre con "freerunning"). Egli ha creato questo sport con alcuni amici, fra i quali David Belle, fondatore a sua volta del termine Parkour. Egli è ben noto come ambasciatore del Free Running in molti paesi, ed è generalmente considerato il più famoso rappresentante di questo sport. Noto per le sue opinioni sulla filosofia dietro il Free Running, Foucan sottolinea anche la necessità di un'adeguata formazione delle basi di questo sport, non solo per la sicurezza, ma anche per salvaguardare l'aspetto positivo di questa attività dall'occhio dell'opinione pubblica.[senza fonte]

Foucan è emerso come free runner in Gran Bretagna dopo la sua partecipazione prima al documentario di Channel 4 Jump London nel settembre 2003, e successivamente a Jump Britain (entrambi hanno come regista Mike Christie).
Dopo questi programmi televisivi, Sèbastien Foucan ha avuto l'opportunità di esibire le sue doti da free runner al cinema, interpretando il ruolo del terrorista Mollaka nel film di James Bond del 2006 Casino Royale.
Oltre a questo, Sébastien nel 2005 è apparso anche nel video musicale di Madonna Hung Up.
Nel 2007 Sébastien appare nel videogioco Free Running, inizialmente nei panni di insegnante del protagonista, e successivamente nei panni di sfidante.

## Filmografia
- Jump Britain, regia di Mike Christie (2005) - Documentario
- Casino Royale, regia di Martin Campbell (2006)
- The Tournament, regia di Scott Mann (2009)
- Creators - The Past, regia di Piergiuseppe Zaia (2019)